# Światowa Rada Pokoju

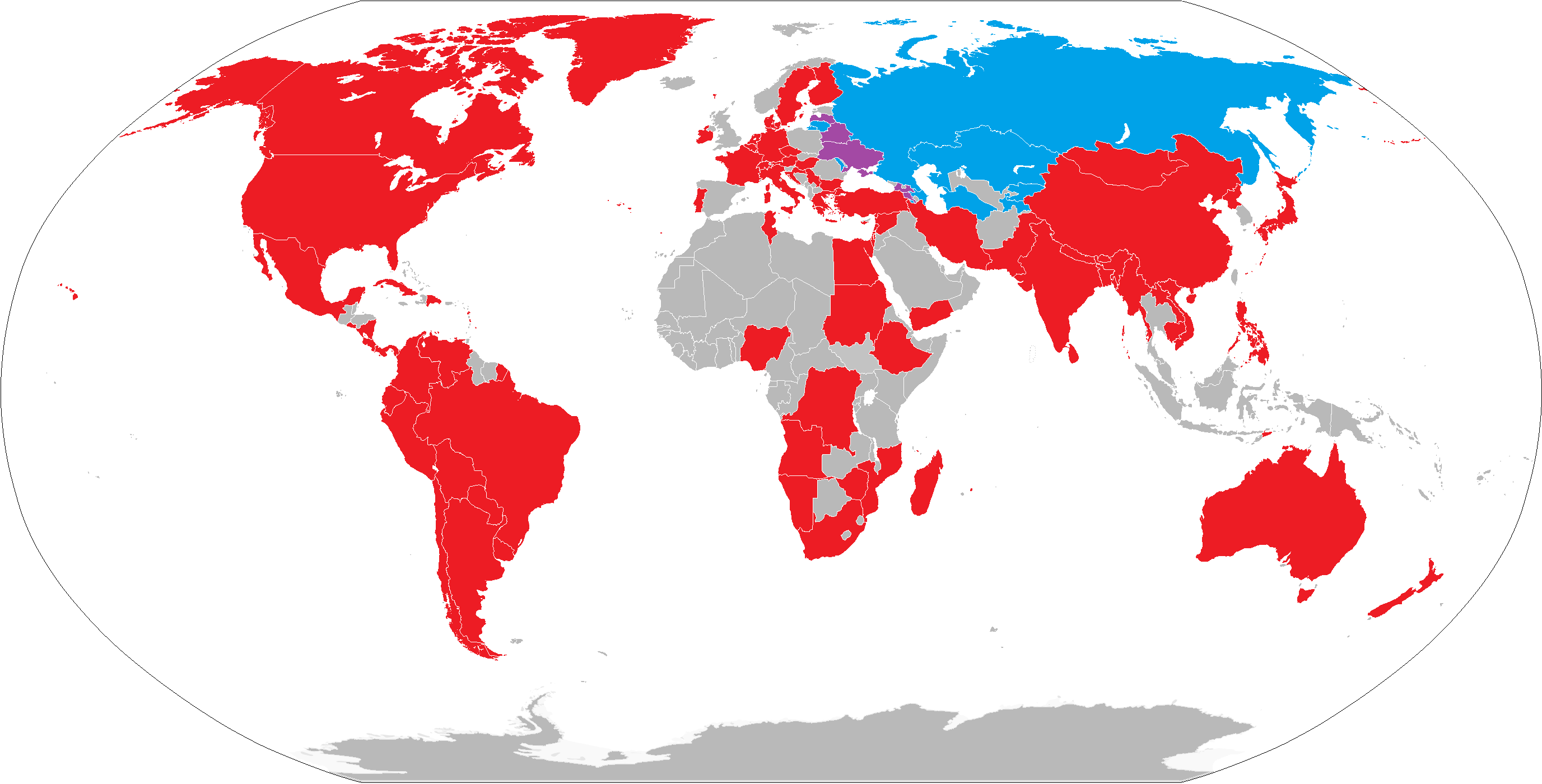
Kraje członkowskie

Światowa Rada Pokoju (ang. World Peace Council, WPC) – międzynarodowa organizacja pozarządowa. Utworzona została w 1950 roku w Warszawie, podczas II Światowego Kongresu Obrońców Pokoju.

## Historia
Pierwszą siedzibą organizacji były Helsinki. Organizacja w założeniu miała być organem międzynarodowego ruchu pokoju, zainicjowanego pod koniec lat 40. XX wieku. Od początku istnienia do końca lat 80. była uzależniona politycznie i finansowo od Związku Radzieckiego, który rocznie przeznaczał na jej kontrolowanie środki finansowe w wysokości 50 mln dolarów oraz wykorzystywał jako narzędzie wywierania wpływu na opinię publiczną w krajach Zachodu.
W 1950 roku Światowa Rada Pokoju była inicjatorką politycznego orędzia nazwanego apelem sztokholmskim.
Po rozpadzie ZSRR została zreorganizowana.
Od 2000 roku siedziba mieści się w Atenach.

## Prezydenci
- Frédéric Joliot-Curie (1950–1958)
- John Desmond Bernal (1959–1965)
- Isabelle Blume(inne języki) (1965–1969)
- Romesh Chandra (sekretarz generalny 1966–1977; prezydent 1977–1990, następnie prezydent honorowy)
- Evangelos Maheras(inne języki) (1990–1993, następnie prezydent honorowy)
- Albertina Sisulu(inne języki) (1993–1996)
- wakat (1996–2004)
- Orlando Fundora López(inne języki) (2004–2008, następnie prezydent honorowy)
- Socorro Gomes(inne języki) (2008–)